# Cercospora ariminensis
Cercospora ariminensis är en svampart som beskrevs av Cavara 1899. Cercospora ariminensis ingår i släktet Cercospora och familjen Mycosphaerellaceae.   Inga underarter finns listade i Catalogue of Life.